# فرنسيس دافنبورت
فرنسيس دافنبورت (بالإنجليزية: Fanny Davenport)‏ هي ممثلة أمريكية، ولدت في 10 أبريل 1850 في لندن في المملكة المتحدة، وتوفيت في 26 سبتمبر 1898 في دوكسبوري في الولايات المتحدة بسبب مرض.

## وصلات خارجية
- فرنسيس دافنبورت على موقع الموسوعة البريطانية (الإنجليزية)
- فرنسيس دافنبورت على موقع قاعدة بيانات برودواي على الإنترنت (الإنجليزية)
- فرنسيس دافنبورت على موقع قاعدة بيانات برودواي على الإنترنت (الإنجليزية)
- فرنسيس دافنبورت على موقع قاعدة بيانات برودواي على الإنترنت (الإنجليزية)